# Papouasie-Nouvelle-Guinée aux Jeux paralympiques
La Papouasie-Nouvelle-Guinée participe pour la première fois aux Jeux paralympiques lors des Jeux d'été de 1984 à Stoke Mandeville et New York, en y envoyant quatre représentants aux épreuves d'athlétisme. Il n'y remportent pas de médaille, et le pays ne participe plus aux Jeux durant seize ans. Il envoie trois représentants aux Jeux de Sydney en 2000, qui se classent derniers dans leurs épreuves respectives (demi-fond, lancer de javelot et force athlétique). Le pays n'envoie aucun représentant aux Jeux d'Athènes, puis effectue à nouveau un retour en 2008, avec deux athlètes : la sprinteuse malvoyante Joyleen Jeffrey, et le sprinter Francis Kompaon, amputé du bras gauche. Kompaon remporte la médaille d'argent au 100 mètres, décrochant ainsi la première médaille paralympique ou olympique jamais obtenue par un Papou-Néo-Guinéen, et la seule à ce jour. Il participe à nouveau en 2012, mais termine cette fois septième en finale.
La Papouasie-Nouvelle-Guinée n'a jamais participé aux Jeux paralympiques d'hiver.

## Bilan général
Ces données proviennent de la base de données du Comité international paralympique.

### Médailles par année
| Année       | Athlètes          | Médaille d'or, Jeux paralympiques | Médaille d'argent, Jeux paralympiques | Médaille de bronze, Jeux paralympiques | Total             | Rang              |
| 1960 à 1980 | N'a pas participé | N'a pas participé                 | N'a pas participé                     | N'a pas participé                      | N'a pas participé | N'a pas participé |
| 1984        | 4                 | 0                                 | 0                                     | 0                                      | 0                 | -                 |
| 1988        | N'a pas participé | N'a pas participé                 | N'a pas participé                     | N'a pas participé                      | N'a pas participé | N'a pas participé |
| 1992        | N'a pas participé | N'a pas participé                 | N'a pas participé                     | N'a pas participé                      | N'a pas participé | N'a pas participé |
| 1996        | N'a pas participé | N'a pas participé                 | N'a pas participé                     | N'a pas participé                      | N'a pas participé | N'a pas participé |
| 2000        | 3                 | 0                                 | 0                                     | 0                                      | 0                 | -                 |
| 2004        | N'a pas participé | N'a pas participé                 | N'a pas participé                     | N'a pas participé                      | N'a pas participé | N'a pas participé |
| 2008        | 2                 | 0                                 | 1                                     | 0                                      | 1                 | 63e               |
| 2012        | 2                 | 0                                 | 0                                     | 0                                      | 0                 | -                 |
| Total       |                   | 0                                 | 1                                     | 0                                      | 1                 | 99e               |

### Médaillés papou-néo-guinéens
| Jeux       | Nom             | Sport      | Épreuve               | Résultat |
| ---------- | --------------- | ---------- | --------------------- | -------- |
| 2008 Pékin | Francis Kompaon | Athlétisme | 100 mètres hommes T46 | 11 s 10  |